# Chov orangutanů v Zoo Praha

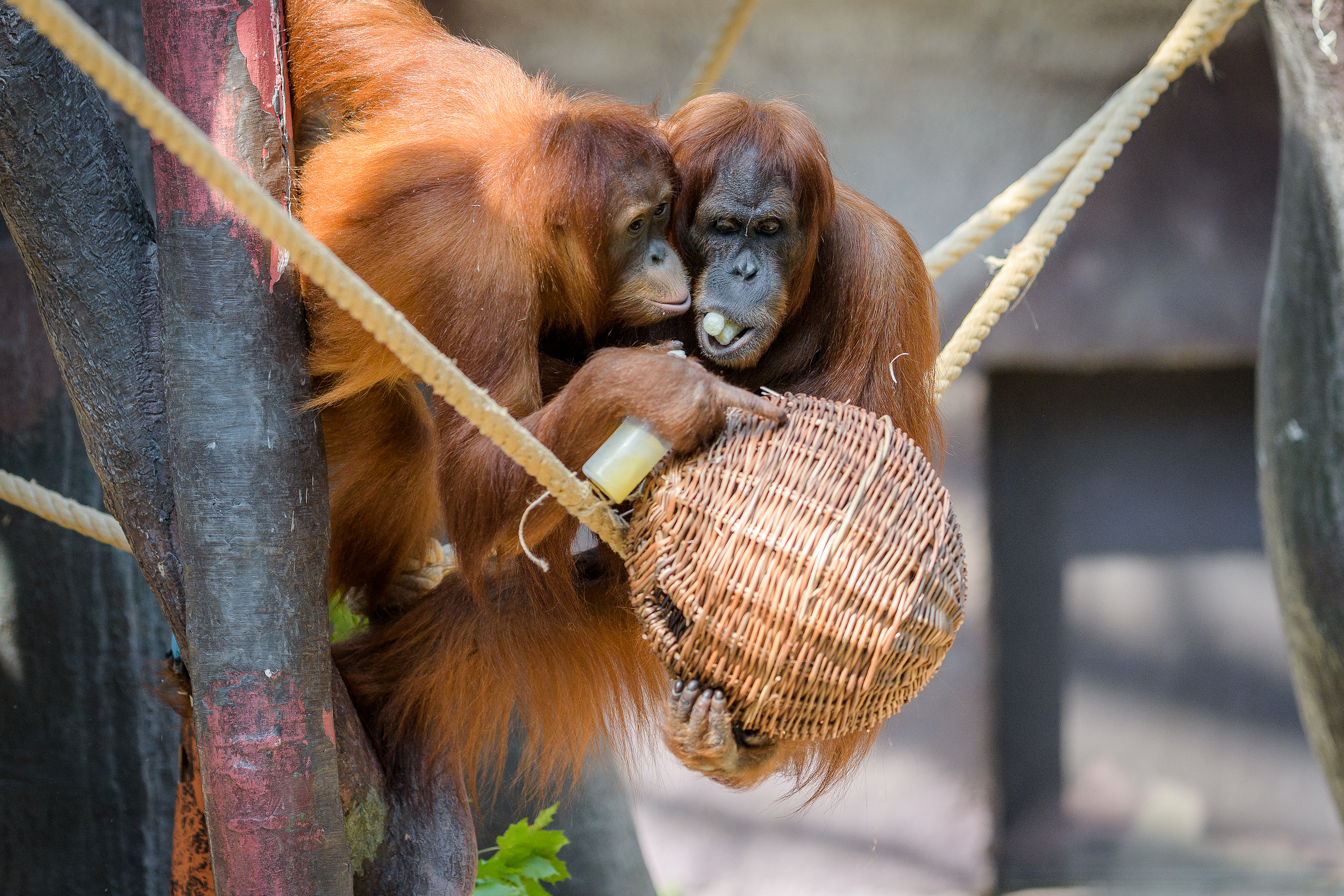
Orangutani v Zoo Praha

Chov orangutanů sumaterských v Zoo Praha má více než šedesátiletou tradici (od roku 1961). Pražská zoo je jediným dlouhodobým chovatelem tohoto druhu v Česku a jedním z mála v Evropě. Dosud se podařilo odchovat 4 mláďata, a navíc se pražskému páru narodila dvě mláďata v jiné zoo (Hodonín) v době přestaveb jejich expozice.
Mláďata narozená v pražské zoo:
- Kama (27. června 1971 – 26. února 2013), samec, rodiče Bimbo + Soňa, otec Pagyho a Filipa
- Diri (* 2. února 2013), samice, rodiče Padang + Mawar, žije v Zoo Praha
- Pustakawan alias Kawi (* 17. listopadu 2020), Kamův vnuk, rodiče Pagy + Mawar, žije v Zoo Praha
- Harapan alias Hari (* 2. května 2024) – syn Pagyho a Diri, Kamův vnuk, žije v Zoo Praha

## První orangutani a první odchov
První orangutan přišel do Zoo Praha v roce 1961 (samička Soňa). Důležitým mezníkem se pak stal rok 1971, kdy se 27. 6. narodil vůbec první orangutan na území tehdejšího Československa. Narodil se Bimbovi a Soně, což byli orangutani velmi cenní, neboť pocházeli z volné přírody. Mládě byl sameček, který dostal jméno Kama. Odchován byl člověkem, tedy tzv. uměle, neboť Soňa nebyla schopná zvládnout své mateřské povinnosti. Paní Božena Gottfriedová jej pak mj. vozila i v kočárku. Po letech se však také Kama stal úspěšně chovným samcem (což nebývá u uměle odchovaných jedinců pravidlem). Se samicí Upitou se pak stal dvakrát otcem. Obě mláďata se narodila mimo pražskou zoo – v Zoo Hodonín, neboť v té době se právě v Praze boural starý pavilon primátů a stavěl pavilon Indonéská džungle. Samec Filip (narozen 2000) byl pro jistotu odchovu odchován uměle, a tak se Upita dostala opět do říje. Následně se 23. 7. 2001 narodil syn Pagy. A také Filip se vrátil do orangutaní rodiny.

## Návrat do Prahy – Indonéská džungle
V roce 2004 došlo k dokončení a následně otevření pavilonu Indonéská džungle, jehož největšími obyvateli se stali právě orangutani, tedy nově čtyřčlenná orangutaní rodina (Kama, Upita, Filip, Pagy). Po dokončení nového pavilonu lidoopů v Zoo Bratislava v roce 2010 se oba dospívající bratři (Filip a Pagy) přestěhovali do tamní expozice.
Následně 28. 10. 2010 z britské zoo v Chesteru dorazil samec Padang. Na další reprodukci příliš starý Kama se dostal na „vejminek“. Upita nakrátko (od počátku roku 2011) vytvořila pár právě s Padangem, aby pak v červnu 2012 (ve věku, kdy již nebyla schopna reprodukce, navíc s problematickou dominantní povahou) odjela na základě doporučení koordinátora EEP do zoo Hai Park v Izraeli. Loučení proběhlo 3. 6. 2012 za účasti spisovatele Josefa Formánka.

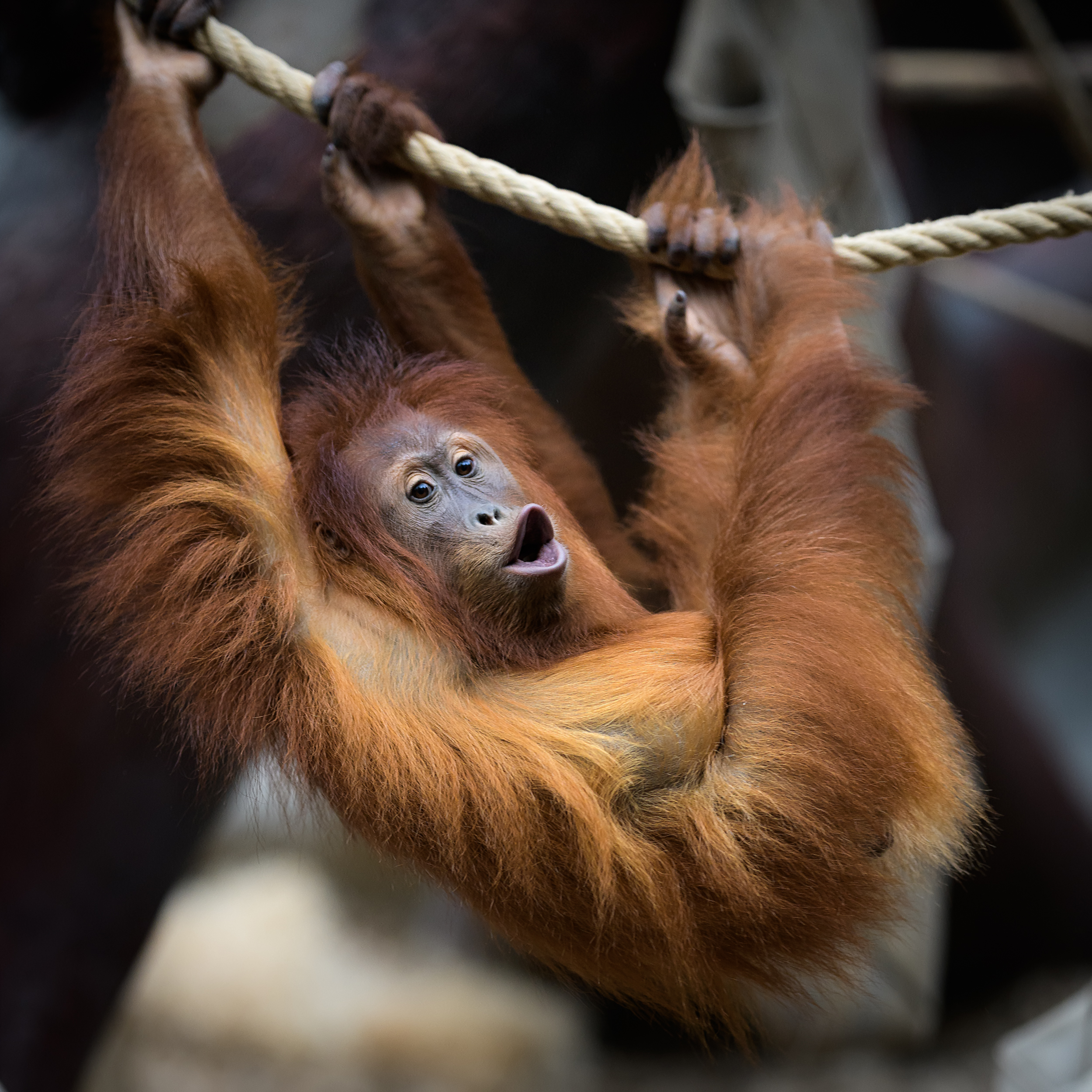
Samička Diri

Mezitím 16. 9 2011 došlo k příchodu dalších nových orangutanů do Zoo Praha (samice Mawar se synem Gempou – přišli se zoo Durrel Wildlife Park na ostrově Jersey.). Původně měla Upita odejít výměnou právě na Jersey. Po odchodu Upity tak vznikl nový chovný pár, aby mohl být očekáván další odchov. Ten se podařil v roce 2013. Tehdy se narodila samička Diri. Pro matku Mawar to bylo třetí mládě (předchozí však porodila před příjezdem do Prahy). Do českého hlavního města přijela i se svým synem Gempou (narozen 2005).
Kama zemřel v roce 2013 ve věku 41 let, a to v důsledku vysokého věku na selhání orgánů. V závěru roku pak ještě uhynul samec Padang, otec samičky Diri a partner Mawar. Příčinou byly dlouhodobé trávicí problémy. Po operaci, která je měla vyřešit, zkolaboval. Zemřel ve věku 15 let (oslava 15. narozenin proběhla přibližně měsíc před smrtí).
V červenci 2015 se z Bratislavy do Prahy vrátil samec Pagy, aby založil nový chovný pár se samicí Mawar (Filip zůstal v Bratislavě pro založení tamní chovné rodiny, v roce 2023 se samici Mengale narodil Filipův syn Cahya).
V květnu 2016 z Prahy odešel Mawařin syn Gempa do zoo Pairi Daiza v Belgii (u té příležitosti komentované rozloučení). Na počátku roku 2018 byla Mawar na několik dní oddělena od skupiny kvůli operaci v ústní dutině. Po návratu k Pagymu brzy došlo i k pokusům o páření. Během uzavření zoologické zahrady kvůli druhé koronavirové vlně se přesně na státní svátek 17. listopadu 2020 Mawar narodil potomek, historicky třetí orangutan narozený v Zoo Praha. Tento sameček dostal jméno Pustakawan (Kawi) - jméno znamená v indonéštině „knihovník“, což odkazuje k slavné postavě orangutana z knižní série Zeměplocha od Terryho Pratchetta. Populární spisovatel se během svého života aktivně angažoval v ochraně orangutanů a jejich životního prostředí. Starší sestra Diri při péči o Kawiho postupně zcela přirozeně napodobovala svou matku v péči o mládě.
V roce 2024 má pražská rodina pět členů: na jednom z vnitřních ostrovů žije Mawar a Pagyho syn Pustakawan (Kawi). Na druhém z expozičních ostrovů žije Pagy a Diri, které se 2. května narodilo druhé Pagyho mládě - čtvrté v historii chovu v pražské zoo. Tento Pagyho syn a Kamuv vnuk dostal ve věku jednoho měsíce jméno Harapan (Hari), což znamená v indonéštině Naděje.

## Útěk orangutanů v květnu 2022
Expozice orangutanů se nachází v pavilonu Indonéská džungle, konkrétně v jeho horní části. Od návštěvníků jsou odděleni vodním příkopem. Tito lidoopi mají k dispozici i navazující venkovní voliéru. V květnu 2022 čtyřčlenná rodina orangutanů tuto svou venkovní expozici aktivně opustila, ale díky souhře chovatelů a dalších zaměstnanců se všichni orangutani vrátili sami do bezpečí a událost se obešla bez dalších následků.